# Otostigmus fossulatus
Otostigmus fossulatus är en mångfotingart som beskrevs av Carl Graf Attems 1928. Otostigmus fossulatus ingår i släktet Otostigmus och familjen Scolopendridae.
Artens utbredningsområde är Costa Rica. Inga underarter finns listade i Catalogue of Life.